# Балабио, Карло
Карло Балабио (итал. Carlo di Balabio; 14 апреля 1759, Милан, Австрия — 8 августа 1838, Милан, Австрийская империя) — итальянский военачальник на французской службе, бригадный генерал.

## Биография
Карло Балабио родился 14 апреля 1759 года в богатой семье банкира Адама Балабио. Балабио учился в колледже Монца, и изучал право в университете Павии, где высшее юридическое образование. До поступления на военную службу он был адвокатом и занимался торговлей. После французского вторжения в 1796 году за свой счёт сформировал кавалерийский отряд. Менее чем за четыре месяца он был повышен до капитана, а затем до шефа эскадрона. К началу Войны Второй коалиции Балабио был кавалерийским офицером в армии Цизальпинской республики, созданной французами в северной Италии. Во время итальянской кампании Балабио исполнял обязанности адъютанта генералов Моро и Жубера. После гибели Жубера в битве при Нови, войска отступили на соединение с Массена и участвовали в обороне Генуи. Балабио хорошо проявил себя во время осады, и был повышен в звании до  полковника.
С 1803 года Балабио служил в дивизии генерала Доменико Пино, с 1805 года командовал 2-м гусарским полком в составе этой дивизии. Он принимал участие в битве под Ульмом. После этого сражения Балабио вернулся на родину. Его основанный в Кремоне гусарский полк был преобразован в драгунский, и получил название Драгуны Наполеона. В 1806 году Балабио со своим полком участвовал в походе войск маршала Массены на Неаполь и его захвате, за что был произведён в бригадные генералы. В 1807 году он сражался в Померании против шведов, а в следующем году был направлен в Испанию, где участвовал в Пиренейской войне. В 1809 году Балабио вернулся домой и возглавил департамент Лоди. В 1811 году он был назначен генерал-инспектором кавалерии. После чудовищных потерь, понесённых итальянской кавалерией во время похода в Россию, именно Балабио было поручено заниматься  её переформированием. Несмотря на то, что австрийцы, по решению Венского конгресса занявшие север Италии, подтвердили чин Балабио, как генерал-майора (аналог французского бригадного генерала), Балабио не пожелал служить в австрийской армии, и в  1815 году вышел в отставку.
Балабио был женат на Терезе Берра. Их дочь Мария была выдана замуж за русского генерала Данила Андреевича Бойко.
Карло Балабио скончался в Милане 8 августа 1838 года.